# Fernando Cánovas del Castillo
Fernando Cánovas del Castillo y de Ibarrola (c. 1901-1982) fue un arquitecto español.

## Biografía
Cursó estudios en la Escuela de Arquitectura de Madrid, perteneciendo a la promoción de 1923. Desarrollaría una parte importante de su carrera profesional en Madrid, donde fue autor de edificios singulares como la casa-palacio para Luis Ruiz Cobanera o el Hotel Fénix. Intervino junto a Luis Gutiérrez Soto en varios proyectos de la capital, como el complejo de apartamentos situado entre las calles Almagro y Zurbarán (1935). Así mismo, fue autor de varios edificios de oficinas para la aseguradora La Unión y El Fénix Español en diversos puntos de la geografía: Huelva, Sevilla, Murcia o Tetuán, entre otros.